# Elecciones municipales de Huancavelica de 2006
Las elecciones municipales de Huancavelica de 2006 se llevaron a cabo el 19 de noviembre de 2006 para elegir al alcalde y al Concejo Provincial de Huancavelica para el periodo 2007-2010. La elección se celebró simultáneamente con elecciones regionales y municipales (provinciales y distritales) en todo el país.

## Sistema electoral
La Municipalidad Provincial de Huancavelica es el órgano administrativo y de gobierno de la provincia de Huancavelica. Está compuesta por el alcalde y el Concejo Provincial.
La votación del alcalde y el concejo se realiza en base al sufragio universal, que comprende a todos los ciudadanos nacionales mayores de dieciocho años, empadronados y residentes en la provincia de Huancavelica y en pleno goce de sus derechos políticos, así como a los ciudadanos no nacionales residentes y empadronados en la provincia de Huancavelica.
El Concejo Provincial de Huancavelica está compuesto por 11 regidores elegidos por sufragio directo para un período de cuatro (4) años, en forma conjunta con la elección del alcalde (quien lo preside) La votación es por lista cerrada y bloqueada. Se asigna a la lista ganadora los escaños según el método d'Hondt o la mitad más uno, lo que más le favorezca.

## Composición del Concejo Provincial de Huancavelica
La siguiente tabla muestra la composición del Concejo Provincial de Huancavelica antes de las elecciones.
| Partidos | Partidos                                                         | Regidores |
| -------- | ---------------------------------------------------------------- | --------- |
|          | Movimiento Independiente de Campesinos y Profesionales           | 7         |
|          | Movimiento Independiente Regional INTI                           | 1         |
|          | Perú Posible                                                     | 1         |
|          | Lista Independiente Movimiento Descentralista Ahora Huancavelica | 1         |
|          | Unidad Nacional                                                  | 1         |

## Partidos y candidatos
A continuación se muestra una lista de los principales partidos y alianzas electorales que participaron en las elecciones:
| Candidatura | Candidatura | Partidos y alianzas                                                                        | Candidatos | Candidatos               | Ideología                                             | Resultado previo | Resultado previo | Ref. |
| Candidatura | Candidatura | Partidos y alianzas                                                                        | Candidatos | Candidatos               | Ideología                                             | Votos (%)        | Reg.             | Ref. |
| ----------- | ----------- | ------------------------------------------------------------------------------------------ | ---------- | ------------------------ | ----------------------------------------------------- | ---------------- | ---------------- | ---- |
|             | MINCAP      | Lista - Movimiento Independiente de Campesinos y Profesionales (MINCAP)                    |            | Edgar Ruiz Quispe        | Regionalismo huancavelicano                           | 19.08%           | 7                |      |
|             | UN          | Lista - Unidad Nacional (UN) – Partido Popular Cristiano (PPC) – Solidaridad Nacional (SN) |            | Beatriz Palomino Mora    | Democracia cristiana Conservadurismo Neoliberalismo   | 8.19%            | 1                |      |
|             | RA          | Lista - Renacimiento Andino (RA)                                                           |            | María Huamán Manrique    | Indigenismo Plurinacionalismo Socialdemocracia        | 7.91%            | 0                |      |
|             | APRA        | Lista - Partido Aprista Peruano (APRA)                                                     |            | Marino Requena Zuasnábar | Aprismo                                               | 4.27%            | 0                |      |
|             | AP          | Lista - Acción Popular (AP)                                                                |            | Carlos Arana Anyaipoma   | Humanismo Nacionalismo cívico Reformismo              | 2.75%            | 0                |      |
|             | UPP         | Lista - Unión por el Perú (UPP)                                                            |            | Wilson Cruz Sinche       | Nacionalismo de izquierda Socialdemocracia            | 2.44%            | 0                |      |
|             | RN          | Lista - Restauración Nacional (RN)                                                         |            | Sonia Fuentes Meza       | Liberalismo económico Humanismo cristiano Evangelismo | Nuevo            | Nuevo            |      |
|             | PNP         | Lista - Partido Nacionalista Peruano (PNP)                                                 |            | David Cepida Quispe      | Socialismo Nacionalismo de izquierda Indigenismo      | Nuevo            | Nuevo            |      |
|             | RR          | Lista - Revolución Regional (RR)                                                           |            | María Ortega Melgar      | Regionalismo huancavelicano                           | Nuevo            | Nuevo            |      |
|             | AYNI        | Lista - Movimiento Regional AYNI (AYNI)                                                    |            | Leoncio Huayllani Taype  | Regionalismo huancavelicano                           | Nuevo            | Nuevo            |      |
|             | MITT        | Lista - Movimiento Independiente Trabajando para Todos (MITT)                              |            | Ángel Breña Canales      | Regionalismo huancavelicano                           | Nuevo            | Nuevo            |      |
|             | MDP         | Lista - Movimiento Descentralista Popular Rikcharisun Llaqta Yuyaychanakunapaq (MDP)       |            | Silvano Huamán Sedano    | Regionalismo huancavelicano                           | Nuevo            | Nuevo            |      |
|             | PICO        | Lista - Proyecto Integración de Comunidades Organizadas (PICO)                             |            | Pedro Palomino Pastrana  | Regionalismo huancavelicano                           | Nuevo            | Nuevo            |      |
|             | FREDEPA     | Lista - Frente Descentralista de Pueblos Andinos (FREDEPA)                                 |            | Julio Chumbes Carbajal   | Regionalismo huancavelicano                           | Nuevo            | Nuevo            |      |

## Resultados

### Sumario general
| |                                                                              |              |              |              |           |           |
| Partidos y coaliciones | Partidos y coaliciones                                                       | Voto popular | Voto popular | Voto popular | Regidores | Regidores |
| Partidos y coaliciones | Partidos y coaliciones                                                       | Votos        | %            | ±pp          | Total     | +/−       |
| | Proyecto Integración de Comunidades Organizadas (PICO)                       | 9,619        | 18.74        | Nuevo        | 7         | +7        |
| | Movimiento Independiente de Campesinos y Profesionales (MINCAP)              | 6,907        | 13.46        | –5.62        | 1         | –6        |
| | Movimiento Independiente Trabajando para Todos (MITT)                        | 6,170        | 12.02        | Nuevo        | 1         | +1        |
| | Frente Descentralista de Pueblos Andinos (FREDEPA)                           | 5,672        | 11.05        | Nuevo        | 1         | +1        |
| | Movimiento Regional AYNI (AYNI)                                              | 5,360        | 10.45        | Nuevo        | 1         | +1        |
| | Movimiento Descentralista Popular Rikcharisun Llaqta Yuyaychanakunapaq (MDP) | 3,815        | 7.43         | Nuevo        | 0         | ±0        |
| | Partido Nacionalista Peruano (PNP)                                           | 3,087        | 6.02         | Nuevo        | 0         | ±0        |
| | Partido Aprista Peruano (APRA)                                               | 2,589        | 5.05         | +0.78        | 0         | ±0        |
| | Revolución Regional (RR)                                                     | 1,948        | 3.80         | Nuevo        | 0         | ±0        |
| | Unión por el Perú (UPP)1                                                     | 1,774        | 3.46         | +1.02        | 0         | ±0        |
| | Renacimiento Andino (RA)                                                     | 1,384        | 2.70         | –5.21        | 0         | ±0        |
| | Unidad Nacional (UN)                                                         | 1,373        | 2.68         | –5.51        | 0         | –1        |
| | Acción Popular (AP)                                                          | 1,072        | 2.09         | –0.66        | 0         | ±0        |
| | Restauración Nacional (RN)                                                   | 546          | 1.06         | Nuevo        | 0         | ±0        |
| |                                                                              |              |              |              |           |           |
| Total | Total                                                                        | 51,316       |              |              | 11        | ±0        |
| |                                                                              |              |              |              |           |           |
| Votos válidos | Votos válidos                                                                | 51,316       | 82.27        | +4.11        |           |           |
| Votos en blanco | Votos en blanco                                                              | 6,230        | 9.99         | –2.13        |           |           |
| Votos nulos | Votos nulos                                                                  | 4,832        | 7.75         | –1.96        |           |           |
| Votos emitidos | Votos emitidos                                                               | 62,378       | 88.03        | +7.44        |           |           |
| Abstenciones | Abstenciones                                                                 | 8,478        | 11.97        | –7.44        |           |           |
| Votantes registrados | Votantes registrados                                                         | 70,856       |              |              |           |           |
| |                                                                              |              |              |              |           |           |
| Fuente: |                                                                              |              |              |              |           |           |
| Notas al pie: 1 Comparado con los resultados de Agrupación Independiente Unión por el Perú – Frente Amplio (UPP) en las elecciones de 2002. |                                                                              |              |              |              |           |           |
| Notas al pie: |                                                                              |              |              |              |           |           |
| 1 Comparado con los resultados de Agrupación Independiente Unión por el Perú – Frente Amplio (UPP) en las elecciones de 2002.               |                                                                              |              |              |              |           |           |

### Concejo Provincial de Huancavelica
| Cargo                               | Autoridad electa           | Partido político | Partido político                                       |
| ----------------------------------- | -------------------------- | ---------------- | ------------------------------------------------------ |
| Alcalde Provincial de Huancavelica  | Pedro Palomino Pastrana    |                  | Proyecto Integración de Comunidades Organizadas        |
| Regidor Provincial de Huancavelica  | Tulio Morales Paredes      |                  | Proyecto Integración de Comunidades Organizadas        |
| Regidor Provincial de Huancavelica  | Lizandro Arhuata Coarita   |                  | Proyecto Integración de Comunidades Organizadas        |
| Regidor Provincial de Huancavelica  | Eloy Manrique Palomino     |                  | Proyecto Integración de Comunidades Organizadas        |
| Regidor Provincial de Huancavelica  | Efraín Giraldez Bendezú    |                  | Proyecto Integración de Comunidades Organizadas        |
| Regidora Provincial de Huancavelica | Elizabeth Huamaní Villalva |                  | Proyecto Integración de Comunidades Organizadas        |
| Regidor Provincial de Huancavelica  | Rubén Sánchez Lizana       |                  | Proyecto Integración de Comunidades Organizadas        |
| Regidor Provincial de Huancavelica  | Clemente Gonzales Enriquez |                  | Proyecto Integración de Comunidades Organizadas        |
| Regidor Provincial de Huancavelica  | Ricardo Gutiérrez Martínez |                  | Movimiento Independiente de Campesinos y Profesionales |
| Regidora Provincial de Huancavelica | Ana Sánchez Sulca          |                  | Movimiento Independiente Trabajando para Todos         |
| Regidor Provincial de Huancavelica  | Luis Quispe Aybar          |                  | Frente Descentralista de Pueblos Andinos               |
| Regidor Provincial de Huancavelica  | Glirio Otañe Villa         |                  | Movimiento Regional AYNI                               |

## Elecciones municipales distritales

### Sumario general
| Partidos y coaliciones | Partidos y coaliciones                                                       | Voto popular | Voto popular | Voto popular | Alcaldías | Alcaldías |
| Partidos y coaliciones | Partidos y coaliciones                                                       | Votos        | %            | ±pp          | Total     | +/−       |
| --- | ---------------------------------------------------------------------------- | ------------ | ------------ | ------------ | --------- | --------- |
| | Proyecto Integración de Comunidades Organizadas (PICO)                       |              |              | Nuevo        | 4         | +4        |
| | Movimiento Independiente de Campesinos y Profesionales (MINCAP)              |              |              |              | 2         | ±0        |
| | Movimiento Independiente Trabajando para Todos (MITT)                        |              |              | Nuevo        | 2         | +2        |
| | Frente Descentralista de Pueblos Andinos (FREDEPA)                           |              |              | Nuevo        | 0         | ±0        |
| | Movimiento Regional AYNI (AYNI)                                              |              |              | Nuevo        | 0         | ±0        |
| | Movimiento Descentralista Popular Rikcharisun Llaqta Yuyaychanakunapaq (MDP) |              |              | Nuevo        | 2         | +2        |
| | Partido Nacionalista Peruano (PNP)                                           |              |              | Nuevo        | 0         | ±0        |
| | Partido Aprista Peruano (APRA)                                               |              |              |              | 2         | +2        |
| | Revolución Regional (RR)                                                     |              |              | Nuevo        | 2         | +2        |
| | Unión por el Perú (UPP)1                                                     |              |              |              | 1         | +1        |
| | Renacimiento Andino (RA)                                                     |              |              |              | 0         | –2        |
| | Unidad Nacional (UN)                                                         |              |              |              | 1         | –1        |
| | Acción Popular (AP)                                                          |              |              |              | 0         | –1        |
| | Restauración Nacional (RN)                                                   |              |              | Nuevo        | 0         | ±0        |
| | Alianza para el Progreso (APP)                                               |              |              |              | 1         | ±0        |
| | Movimiento Nueva Izquierda (MNI)                                             |              |              | Nuevo        | 1         | +1        |
| | Perú Posible (PP)                                                            |              |              |              | 0         | –4        |
| | Reconstrucción Democrática (RD)                                              |              |              |              | 0         | ±0        |
| |                                                                              |              |              |              |           |           |
| Total | Total                                                                        |              |              |              | 18        | ±0        |
| |                                                                              |              |              |              |           |           |
| Votos válidos |                                                                              |              |              |              |           |           |
| Votos en blanco |                                                                              |              |              |              |           |           |
| Votos nulos |                                                                              |              |              |              |           |           |
| Votos emitidos |                                                                              |              |              |              |           |           |
| Abstenciones |                                                                              |              |              |              |           |           |
| Votantes registrados |                                                                              |              |              |              |           |           |
| |                                                                              |              |              |              |           |           |
| Fuente: |                                                                              |              |              |              |           |           |
| Notas al pie: 1 Comparado con los resultados de Agrupación Independiente Unión por el Perú – Frente Amplio (UPP) en las elecciones de 2002. |                                                                              |              |              |              |           |           |
| Notas al pie: |                                                                              |              |              |              |           |           |
| 1 Comparado con los resultados de Agrupación Independiente Unión por el Perú – Frente Amplio (UPP) en las elecciones de 2002.               |                                                                              |              |              |              |           |           |

### Resultados por distrito
La siguiente tabla enumera el control de los distritos de la provincia de Huancavelica. El cambio de mando de una organización política se resalta del color de ese partido.
| Distrito         | Alcalde(sa) titular         | Partido político | Partido político            | Alcalde(sa) electo(a)       | Partido político | Partido político           |
| ---------------- | --------------------------- | ---------------- | --------------------------- | --------------------------- | ---------------- | -------------------------- |
| Acobambilla      | Justiniano Carrasco Sáenz   |                  | Unidad Nacional             | Samuel Toralva Lázaro       |                  | Trabajando para Todos      |
| Acoria           | Silvano Huamán Sedano       |                  | Rikcharisun Llaqta          | Leónidas Bendezú Fernández  |                  | Rikcharisun Llaqta         |
| Ascensión        | Félix Crispín Vargas        |                  | Independiente Ascensión     | Marcos Paytán Cuba          |                  | Movimiento Nueva Izquierda |
| Conayca          | Enrique Cárdenas Cuicapusa  |                  | Alianza para el Progreso    | Alexander Cárdenas Perales  |                  | Alianza para el Progreso   |
| Cuenca           | Dacio Huaroc Asto           |                  | Perú Posible                | Hugo Barra Huarocc          |                  | Comunidades Organizadas    |
| Huachocolpa      | Celso Condori Ramos         |                  | Campesinos y Profesionales  | Celso Condori Ramos         |                  | Partido Aprista Peruano    |
| Huando           | Policarpo Serpa Mendoza     |                  | Perú Posible                | Robert Guerra Quinteros     |                  | Comunidades Organizadas    |
| Huayllahuara     | Antonino Llacta Prudencio   |                  | Independiente Regional INTI | Lucía Martínez Huaroc       |                  | Revolución Regional        |
| Izcuchaca        | Santos Cabanillas Manrique  |                  | Renacimiento Andino         | Alejandro Miranda Enriquez  |                  | Unidad Nacional            |
| Laria            | Hilario Torres Cuicapuza    |                  | Perú Posible                | Urbano Cuicapuza Huamancaja |                  | Trabajando para Todos      |
| Manta            | Jorge Yangali Arizapana     |                  | Unidad Nacional             | Cirilo Araujo Matos         |                  | Unión por el Perú          |
| Mariscal Cáceres | Maximiliano Chanco Mendoza  |                  | Independiente Regional INTI | Eugenio Cárdenas Flores     |                  | Rikcharisun Llaqta         |
| Moya             | Lucio Velásquez Pantigoso   |                  | Trabajo Vecinal             | Carlos Fonseca Martel       |                  | Revolución Regional        |
| Nuevo Occoro     | Bibiano Asto Romero         |                  | Perú Posible                | Alfredo Pariona Sinche      |                  | Comunidades Organizadas    |
| Palca            | Isidoro Quispe García       |                  | Perú Posible                | Eulogio Chávez Paucar       |                  | Campesinos y Profesionales |
| Pilchaca         | Alfonso Ramos Pocomucha     |                  | Acción Popular              | Rubén Matos Díaz            |                  | Partido Aprista Peruano    |
| Vilca            | Pablo Surichaqui Sapallanay |                  | Renacimiento Andino         | Eugenio Surichaqui Lazo     |                  | Comunidades Organizadas    |
| Yauli            | Lorgio Rojas Paitán         |                  | Independiente Regional INTI | Edwin Taipe Condori         |                  | Campesinos y Profesionales |